# 波闊特 (紐約州)
波闊特（英語：Poquott）是位於美國紐約州薩福克縣的村。

## 人口
根據2020年美國人口普查的數據，波闊特的面積為1.52平方千米，當中陸地面積為1.14平方千米，而水域面積為0.38平方千米。當地共有人口903人，而人口密度為每平方千米594人。